# Kiimasjärvi (sjö i Mellersta Finland)
Kiimasjärvi är en sjö i Finland. Den ligger i kommunen Äänekoski i landskapet Mellersta Finland, i den centrala delen av landet, 280 km norr om huvudstaden Helsingfors. Kiimasjärvi ligger 106,9 meter över havet. Den ligger vid sjön Pyhäjärvi. I omgivningarna runt Kiimasjärvi växer i huvudsak blandskog. Den är 19,5 meter djup. Arean är 3,63 kvadratkilometer och strandlinjen är 23,9 kilometer lång. Sjön  ingår i Kymmene älvs huvudavrinningsområde. 